# Viktor Aleksander
Dr. Viktor Aleksander (Zagreb, 1. svibnja 1865. – Zagreb, 26. ožujka 1934.) hrvatski državni odvjetnik u Osijeku i Zagrebu.

## Podrijetlo i obitelj
Dr. Viktor Aleksander rođen je 1. svibnja 1865. u Zagreb, kao najstariji sin Ljudevita Alexandera iz Gradišća u Austriji i Leonore Weiss iz Vesprima u Mađarskoj, kći Johanna Weissa, imućnog trgovca iz Mađarske. Židovskog je podrijetla, član imućne i utjecajne židovske obitelji Aleksander. Aleksanderova majka je preminula ubrzo nakon rođenja njegovog brata Ericha, 1868. godine. Aleksander je imao tri godine. Nakon smrti supruge, Aleksanderov otac se oženio za Idu Weiss (iako istog djevojačkog prezimena, nije u rodbinskoj vezi s Aleksanderovom majkom). Aleksander je odrastao uz brata Ericha, polubraću Artura, Oskara, Roberta Milana i dvije polusestre Gizelu i Olgu. Njegova prva supruga je bila Olga Weiss iz Osijeka, sestra poznatog zagrebačkog bankara Otona Vinskog (rođenog Weiss). Od svoje prve supruge se rastao 1904. Ponovno se oženio Ivanom Erben iz Petrinje, kći Franje i Milke Erben. Aleksander je svoju drugu suprugu upoznao preko svoje polusestre Olge. Bratić je uglednog zagrebačkog industrijalca Samuela Davida Aleksandera i plemića Šandora Aleksandera pl. Sesvetskog.

## Školovanje i karijera
Aleksander je završio osnovu školu u Zagrebu, te srednju školu u Senju. Pohađao je Pravni fakultet u Zagrebu. Nakon fakulteta započeo je karijeru kao sudski pripravnik pri Kotarskom sudu u Vukovaru. Bio je član židovske B'nai B'rith lože Zagreb. 1900. godine postao je zamjenik državnog odvjetnika u Zagrebu. Ubrzo nakon imenovanja je premješten u Osijek, gdje je radio kao državni odvjetnik. U Osijeku je 1913. imenovan pročelnikom umjetnika, te članom izvršnog odbora "Hrvatskog kazališnog društva Osijek". 1915. godine vratio se u Zagreb gdje radi kao zamjenik državnog odvjetnika, te je kasnije imenovan državnim odvjetnikom. Aleksander je bio član uprave ugljenokopa "Mirna" (u vlasništvu bratića Samuela Davida Aleksandera), upravnog odbora "Općeg jugoslavenskog društva A.D.", te predsjednik ravnateljstva "Narodne šumske industrije d.d.", "Slavije za industriju drva d.d.", "Doma za drvenje gradnje d.d." i "Varde industrije drveta Sarajevo". Nakon Prvog svjetskog rata odlikovan je Redom svetog Save i Redom Jugoslovenske krune. Aleksander je u svoje vrijeme bio jedan od najutjecajnih ljudi Hrvatske, zahvaljujući svojoj poziciji i bliskom prijateljstvu s banom Ivanom Skerleczom.

## Podneseni referat kralju Karlu I. Austrijskome
1917. godine Aleksander je odigrao vrlo važnu ulogu u jednom manje poznatom povijesnom događaju, tj. pri oslobađanju nedužnih i lojalnih ljudi Kraljevine Hrvatske, Slavonije i Dalmacije od svake optužbe veleizdaje Austro-Ugarske. Aleksander je zamolio kralja Karla I. Austrijskog za audijenciju. Na audijenciji kod cara je podnio argumentirani referat s priloženom opsežnom dokumentacijom. Iz referata se vidjelo da su optužbe austrijske generalne uprave u Srbiji protiv gotovo cijelog stanovništva, mnogih uglednih ljudi i političkih vođa Kraljevine Hrvatske, Slavonije i Dalmacije (među inima dr. Ive Franka, dr. Aleksandera Horvata, dr. Vladimira Sachsa i drugih), neistinite. Optužbe su bile zasnivane na vrlo nespretno falsificiranom dokumentima, a koji su govorili o navodnoj špijunaži optuženih u korist Kraljevine Srbije tj. njezine Narodne odbrane. Osnovni dokument za optužbu su bila dva sasvim neautentična dokumenta-popisa. Prvi popis s 386 imena iz Hrvatske i Slavonije je u kolovozu 1914. austrijskim organima "posudio" službenik srpskog ministarstva financija Nikola Tausmanović. Drugi popis je nađen u stanu Nikole Pašića 20. rujna 1916., godinu dana nakon što je Austro-ugarska vojska ušla u Beograd. Prvi popis je sadržavao imena ljudi preminulih između 1880. i 1901. godine, dakle davno prije osnutka Narodne odbrane. Nakon Aleksanderovog referata Car Karlo I. Austrijski je dao nalog da se svaki progon ljudi s popisa obustavi.

## Smrt
Viktor Aleksander je umro od karcinoma 26. ožujka 1934. u Zagrebu, te je pokopan na Mirogoju.